# Maragogi
Maragogi é um município da Microrregião do Litoral Norte Alagoano, na Mesorregião do Leste Alagoano, no estado de Alagoas, no Brasil. Localiza-se a 125 quilômetros de Maceió, a capital do estado. Localiza-se na latitude 09º00'44" sul e na longitude 35º13'21" oeste, estando a uma altitude de 5 metros. Sua população estimada em 2018 foi de 32.369 habitantes. A temperatura média é de 27 graus Celsius. Sua economia é baseada no turismo, na pesca e na agricultura. A beleza de suas praias faz com que seja um dos mais importantes polos turísticos da região.

## Etimologia
"Maragogi" é oriundo do tupi antigo maragûaóîy, que significa "rio dos  gatos-do-mato" (maragûaó, "gato-do-mato" + îy, "rio").

## História
Por volta do ano 1000, a maior parte do atual litoral brasileiro, incluindo o atual município de Maragogi, foi invadida por povos tupis procedentes da Amazônia. Eles expulsaram os antigos habitantes, os chamados tapuias, para o interior do continente. No século XVI, quando os primeiros exploradores europeus chegaram à região, a mesma era ocupada pela tribo tupi dos caetés.
De acordo com dados históricos, a colonização de origem portuguesa começou quando um sertanejo chegou à região com a família. Ele fugia de uma epidemia e fez uma promessa a São Bento para curar-se. Ao se recuperar, o sertanejo cumpriu o prometido, construindo uma igreja em homenagem ao santo. O local, uma das mais belas praias do município, ganhou o nome do santo, que mantém até hoje.
Maragogi tem grande importância na história brasileira. Holandeses e portugueses disputaram suas terras por vários anos. Mas foram os moradores da Vila de Maragogi - sem recursos, mas com heroísmo -  que impediram e desarticularam a tentativa holandesa de desembarque em Alagoas.
Foi criada como vila em 1875 com o nome de "Isabel". No mesmo ano, uma lei transferiu a freguesia de São Bento para à então Vila Isabel. Mudou o nome para Maragogi no ano seguinte, mesmo nome de um rio que banha a cidade. Em maio de 1892, foi elevada à categoria de cidade, desmembrando-se de Porto Calvo. Em 1960, perdeu o distrito de Japaratinga, transformado em município.

### Guerra dos Cabanos
Maragogi também foi palco da Guerra dos Cabanos, que começou como um movimento restaurador armado, que tinha por objetivo trazer de volta ao trono do Brasil o Imperador D. Pedro I, que renunciara e voltara para Portugal. A guerra inicia-se entre maio e junho de 1832, com os levantes de Antônio Timóteo de Andrade, em Panelas de Miranda, no agreste pernambucano, e João Batista de Araújo, na praia de Barra Grande, hoje povoado do município de Maragogi. Em 26 de outubro de 1832, tropas provinciais matam em combate, no reduto do Feijão, o líder Antônio Timóteo de Andrade e o Almirante Tamandaré prende o líder João Batista de Araújo em sua casa, na praia de Barra Grande. Entre novembro de 1832 e janeiro de 1834, a chefia da guerra passa para as forças populares, sendo o comandante geral da insurreição Vicente de Paula. São erguidos os primeiros arraiais guerrilheiros nas matas de Imbiras, Barras de Piabas e Piabas.
Os Cabanos, numa manobra guerrilheira tentam tomar o povoado de Barra Grande, mas são postos em fuga pelas tropas provinciais acantonadas ali. Recuam sob forte tiroteio até o povoado de Gamela (hoje cidade de Maragogi), e de lá chegam à praia de São Bento, onde os Cabanos feridos à bala se curavam e pescavam. Ocorre então a matança de São Bento, tendo as tropas provinciais morto à bala e à faca todos os Cabanos encontrados.
Os negros papa-méis (assim chamados os negros que fugiam da escravidão dos engenhos e se escondiam nas matas) aderem à insurreição e mudam os rumos da guerra: lutam os Cabanos agora pela libertação dos escravos, atacando inclusive os engenhos de açúcar e ocupam terras onde constroem seus arraiais guerrilheiros. A guerra termina com a prisão de Vicente de Paula, em 1850, que foi levado para a ilha-presídio de Fernando de Noronha.

#### Desativação de minas terrestres
Em 10 de maio de 2010, foi encontrada uma mina marítima durante uma obra de saneamento na cidade. A mina havia sido feita pela marinha brasileira durante a Segunda Guerra Mundial (1939-1945) para proteger o litoral do Brasil. Com o fim da guerra, não tendo sido detonada, os militares brasileiros a enterraram perto da praia. O que esperava-se ser uma botija holandesa com moedas de prata, por conta da rica história de conflitos entre portugueses e neerlandeses, chegou a ser perfurado mas, por sorte, não explodiu.
A partir de então, oficiais da marinha e até especialistas do Batalhão de Operações Especiais iniciaram a prospecção de pelo menos mais sete minas, terrestres e aquáticas. O consenso é de que todas foram plantadas após o ataque de submarinos alemães a um navio mercante brasileiro próximo de Porto de Pedras, que é município vizinho, durante a Segunda Guerra.

## Geografia

### Rios
Os rios que servem de limite ao município são: com Pernambuco, o rio Persinunga; com Porto Calvo, o rio Carão; e, com Japaratinga, o rio Salgado.
Bacias hidrográficas
- Do rio Salgado e seus afluentes e brejos, que alcança o mar nos Catités do São Bento;
- Do rio Maragogi, formada pelo homônimo e seus sistemas flúvio-lagumar do Camacho,Ilha do Coelho,Brejo do Junqueiro e riacho Levadão;
- Do rio dos Paus ou Ojebire (como lhe chamavam os índios), com seus salgados de manguezais e a restinga do Arisco;
- Do rio Persinunga, cujos afluentes da margem direita são os riachos Maciaguaçu e Taúba; o da margem esquerda é o rio Timboataba.

### Vegetação
Na trilha do visgueiro é possível encontrar uma árvore com mais de 500 anos e 22 metros, fica em reserva de Mata Atlântica Raízes externas ganham destaque a cada aproximação devido à capacidade de crescer com a árvore que sustenta, como se formassem muretas de proteção capaz de ultrapassar a altura de homem em pé. São apresentadas também espécies replantadas, como o “pau-falho”, que estava em extinção e um curioso arbusto, alto, de espinhos, típico do lugar. De alguns troncos cortados exalam ótimas fragrâncias naturais. Pelo chão brotam diferentes cogumelos, em especial um de tons avermelhados.

## Turismo

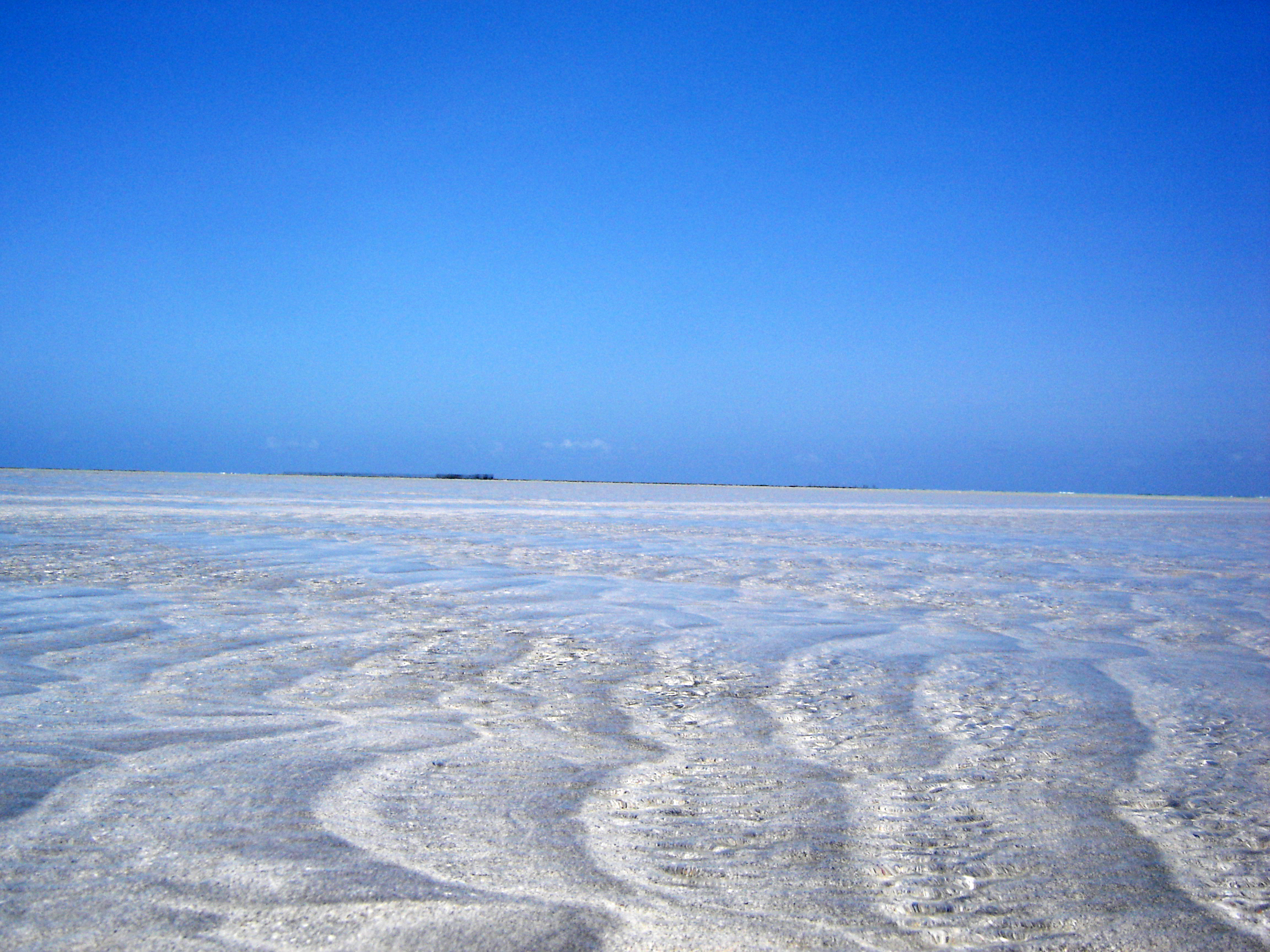
Águas cristalinas em Maragogi.

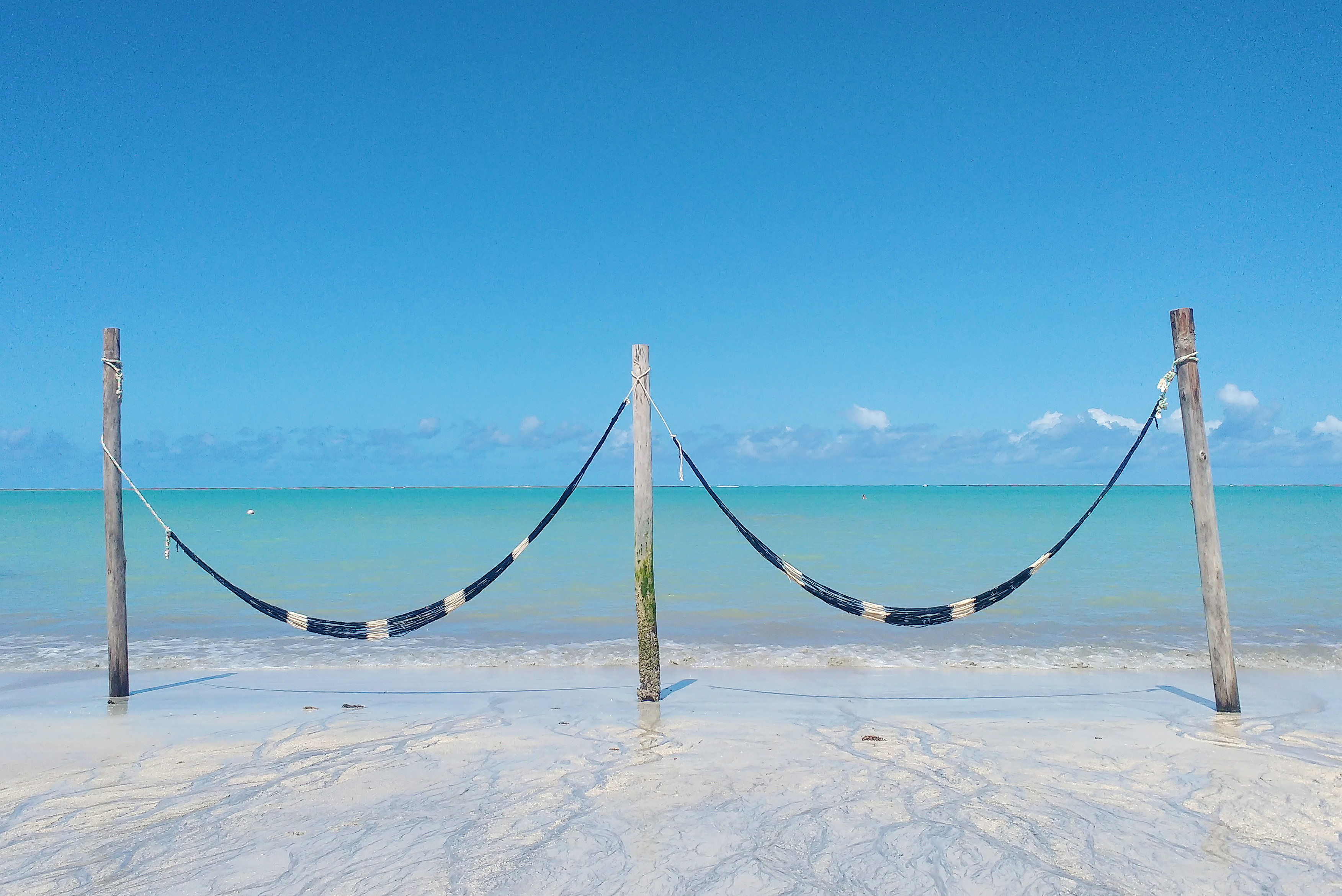
Praia de Barra Grande

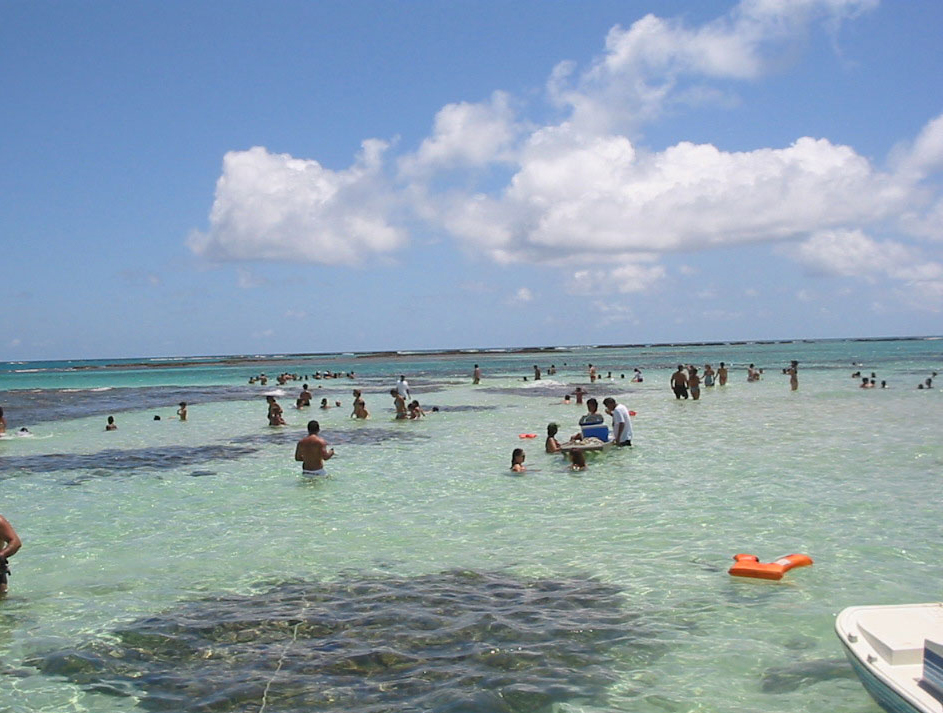
Turismo em Maragogi.

Maragogi é, hoje, um grande polo turístico, servindo como porta de entrada para os Estados de Alagoas e Pernambuco e se transformando no segundo maior polo turístico do estado. Suas praias têm mar tranquilo, areias alvas e densos coqueirais, destacando-se as de Barra Grande, Burgalhau, Antunes, Peroba e São Bento.
O passeio às galés (piscinas naturais) é imperdível, onde, a 6 quilômetros da costa, pode-se observar a Área de Proteção Ambiental onde estão os arrecifes de corais.

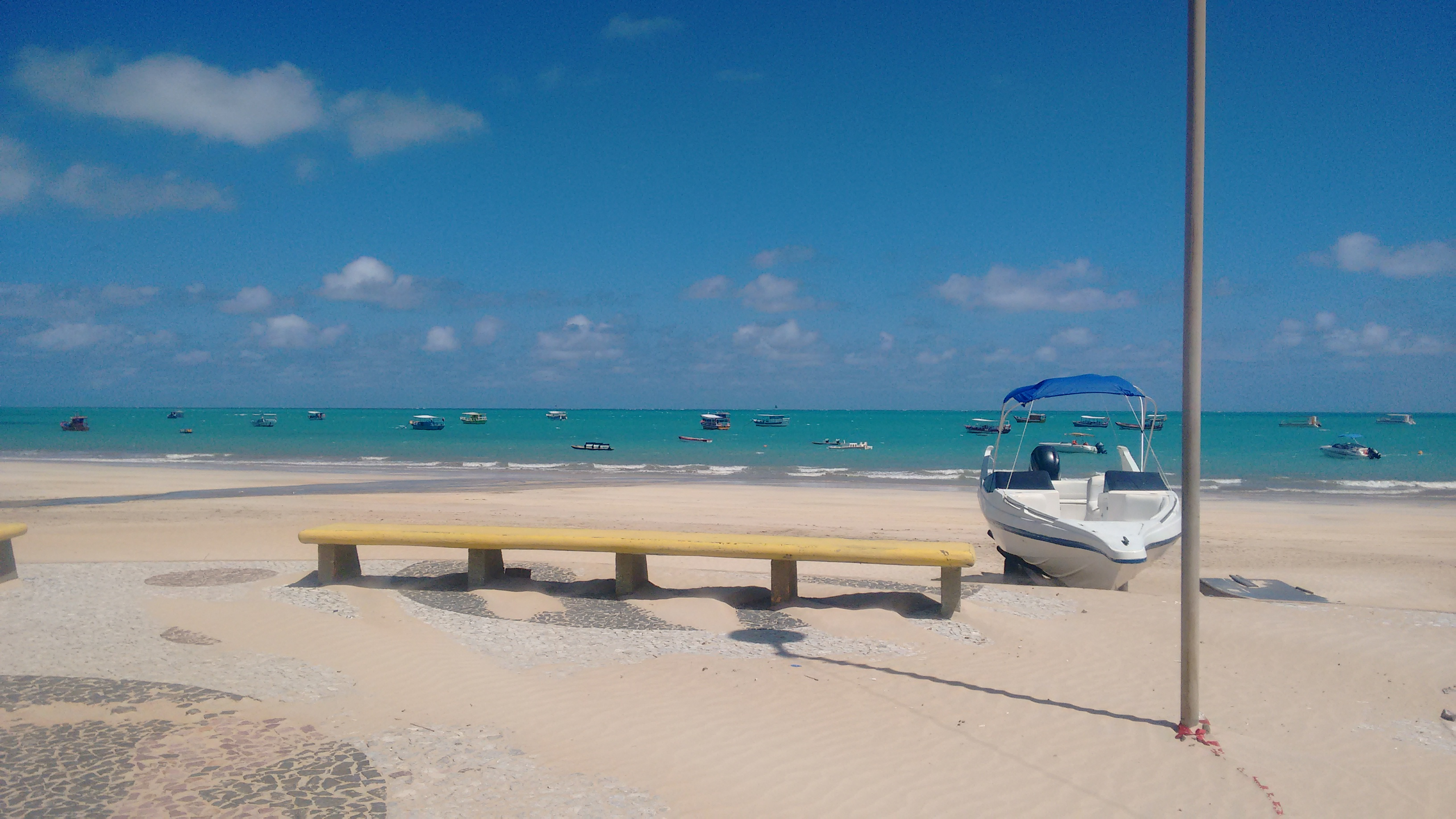
Praia do centro

No turismo esportivo a cidade está se consolidando como um destino para corridas de Trilha ou "Trail Run", sendo em 2015 a sede da primeira competição de Trail Run internacional do Nordeste do Brasil quando a empresa organizadora de eventos esportivos WINGSMAN estreo a disciplina no Nordeste.
No turismo rural, vale a pena uma visita a Fazenda Marrecas e Fazenda Cachoeira, saboreando logo depois a culinária à base de frutos do mar e os tradicionais bolinhos de goma. A Trilha do Visgueiro é outro atrativo que a cidade oferece, este passeio é realizado em uma reserva de mata atlântica, destaque para um visgueiro com mais de 500 anos e 22 metros de altura. Entre os eventos locais, destacam-se: o Festival da Lagosta, o Festival do Marisco, a Abertura do Verão, a festa da Emancipação, a de São Benedito (Peroba), a de Nossa Senhora da Guia (Barra Grande) e a de São Bento.
A maior atração turística da cidade são as belas praias, de São Bento a Peroba (povoados da cidade). Um atrativo muito popular na cidade é o passeio de buggy, neste passeio dá para conhecer as belas praias que a cidade tem. Maragogi tem três piscinas naturais: a principal e mais famosa, Galés, e as menores Taocas e Barra Grande, ficam a aproximadamente 6 quilômetros da costa, têm águas transparentes, onde os turistas se deliciam ao banhar-se rodeados de corais e diversos peixinhos que enfeitam a área com suas cores.
A cidade dispõe de uma ótima infraestrutura hoteleira, com os dois hotéis mais luxuosos de Alagoas: o "Salinas do Maragogi", reconhecido pelo Traveler's Choice 2016 como o segundo melhor hotel para famílias no mundo e o "Grand Oca Maragogi Beach & Leisure Resort".